# Magic (песня Coldplay)
«Magic» (в переводе с англ. — «Магия, волшебство») — первый сингл британской группы Coldplay из их шестого студийного альбома Ghost Stories. Вышел 3 марта 2014 года на лейбле Parlophone.

## О песне
Песня была записана группой в 2013 году по ходу сессий шестого студийного альбома на их студиях The Bakery и The Beehive в северном Лондоне, Англия. Студии были специально созданы группой для работы над их двумя предыдущими альбомами — Viva la Vida or Death and All His Friends и Mylo Xyloto.

## Обложка
Обложка сингла стилизована под офорт. Дизайнер — чешская офортистка Мила Фюрстова. Центральный элемент — белый голубь на синем фоне. В голубе отображены различные мелкие сцены, подобно обложке альбома Ghost Stories.

## Музыкальный видеоклип

### Концепция
Видеоклип на «Magic» снял режиссёр Юнас Окерлунд. В клипе, стилизованном под немой короткометражный фильм, снялась китайская актриса Чжан Цзыи. В клипе название песни «Magic» толкуется буквально — сюжет клипа выдержан в духе старых иллюзионных шоу. Премьера пятиминутного видео состоялась на музыкальном видеохостинге Vevo 7 апреля 2014 года.
Сюжет клипа выстраивается вокруг магического шоу, здесь режиссёр буквально истолковал название песни, так как текст песни содержит намёки на различные «фокусы» и «трюки». Сам клип представлен в виде чёрно-белого немого кино, и обыгрывает немое кино начала XX века, содержит такие его признаки, как открывающие титры и рэгтайм-джазовую импровизацию, подобную тем, что использовались на заре кинематографа. Сюжет клипа сравнивают с фильмом 2006 года «Престиж», не обращая внимания на детали фильма.

### Сюжет
Сесиль (Чжан Цзыи) — маг в передвижном цирке, выступает в иллюзионном шоу с Кристофом (Крис Мартин) — молодым магом и своим ассистентом. Вместе они выполняют обычные «магические» действия, такие как метание ножей и разделение туловища. Сесиль замужем за Клодом (также играет Крис Мартин) — знаменитым магом, который является алкоголиком и жестоко обращается с женой. Продолжая выступать с Сесиль, Кристоф как-то замечает на её руке синяки, а позже становится свидетелем сцены, как Клод кричит на жену и доводит её до слёз. У Кристофа рождается идея, как помочь Сесиль. Он упражняется сначала в телекинезе, а затем и в левитации. Овладев левитацией, Кристоф приглашает Сесиль в палатку, чтобы продемонстрировать ей это. Клод видит их, приходит в ярость и обвиняет Сесиль в том, что она изменяет ему с Кристофом. Напившись и собравшись бить Сесиль, он слышит колокольчики, и выходит из шатра. Кристоф, используя свои сверхспособности, заставляет Клода подняться в воздух и улететь в небо. Далее Сесиль и Кристоф продолжают выступать и показывать зрителям новые трюки уже без своего жестокого импресарио.

## Список композиций
| №  | Название | Автор(ы)                                                | Продюсер                                       | Длительность |
| -- | -------- | ------------------------------------------------------- | ---------------------------------------------- | ------------ |
| 1. | «Magic»  | Гай Берримен, Джонни Баклэнд, Уилл Чемпион, Крис Мартин | Coldplay, Пол Эпворт, Дэниел Грин, Рик Симпсон | 4:45         |